# Phil Hansen
Phil Hansen (Benton City, 1979) è un artista statunitense.

## Biografia
Hansen frequentò la Shelton High School, (Shelton, Washington) con Rob Phelan come suo docente. Dopo la Shelton High School, frequentò per qualche tempo il Northwest College of Art, a Poulsbo, Washington.
Il pezzo che ha dato una svolta alla sua notorietà è un video eseguito con la tecnica di time-lapse di un progetto di due giorni, chiamato Influences. Dipinse sul suo torso, uno sopra l'altro, trenta quadri, ciascuno rappresentante una diversa persona che ha avuto un influsso nella sua vita. Dopo aver finito, si tolse lo strato di pittura che s'era venuto a creare e ritagliò su di questo la sagoma del suo profilo. Il video venne messo in rete e caricato più di un milione di volte sul suo sito, con procedimento e prodotto finale mostrati chiaramente.
Ha ideato un progetto chiamato Goodbye Art, nel quale viene creato un pezzo d'arte settimanalmente con un tema corrispondente al suo mese. La differenza, comunque, sta nel fatto che, finito il procedimento e ottenuto il prodotto finale, Hansen distrugge ogni traccia dell'opera, fatta eccezione per una fotografia. Il video che mostra il procedimento e il risultato finale è possibile vederlo nel suo sito. Il 28 di ottobre 2008, Hansen decise di sospendere il progetto "Goodbye Art" per seguire altri progetti a lungo termine. Nel gennaio 2009 ha iniziato il progetto Art Happening.
È stato scelto per creare l'artwork ufficiale del 2009 del 51° Grammy Awards.